# Enterprise (Oregon)
Enterprise è una città degli Stati Uniti d'America situata nell'Oregon, nella Contea di Wallowa, della quale è anche il capoluogo.